# Cryptocephalus rugicollis
Cryptocephalus rugicollis – gatunek z rzędu chrząszczy z rodziny stonkowatych (Chrysomelidae). Gatunek po raz pierwszy został naukowo opisany w 1791 roku przez G.A. Oliviera.